# Persipnai

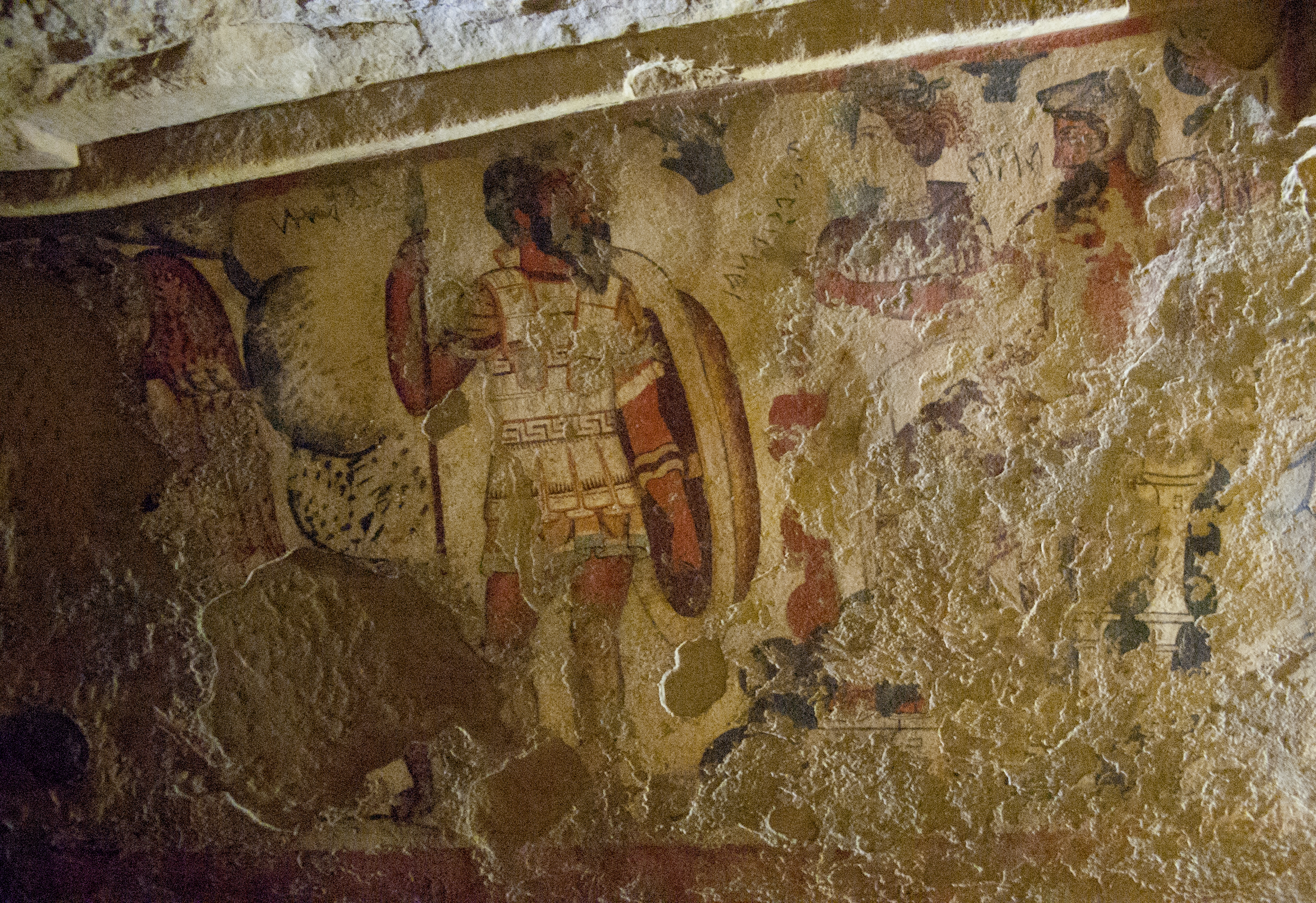
Persipnai (au centre) et Aita (à droite) sur la fresque du tombeau d'Orcus II, en Italie.

Persipnai ou Phersipnei est l'une des nombreuses divinités de la mythologie étrusque. Elle est avec Aitas l'une des deux grandes divinités funéraires des Étrusques. Comme beaucoup d'entre elles, elle avait son équivalent dans la mythologie grecque (Perséphone) et dans la mythologie romaine (Proserpine). La déesse est souvent représentée avec des serpents dans les cheveux.